# Out of the Dark (film 1911)
Out of the Dark è un cortometraggio muto del 1911 diretto da Ulysses Davis. Fu il secondo film di Davis, un regista originario del New Jersey.

## Produzione
Il film fu prodotto dalla Champion Film Company, una compagnia indipendente che Mark M. Dintenfass aveva fondato nel 1909, stabilendone gli studi a Fort Lee, nel New Jersey.

## Distribuzione
Distribuito dalla Motion Picture Distributors and Sales Company, il film - un cortometraggio di una bobina - uscì nelle sale cinematografiche USA il 3 maggio 1911.